# Agostini Village (Couva-Tabaquite-Talparo)
Agostini Village es una villa de Trinidad y Tobago, que forma parte de la región de Couva-Tabaquite-Talparo.

## Geografía
La villa abarca parte de la isla Trinidad y limita al norte con Chandernagore, al sur con Chase Village, al este con Carlsen Field y al oeste con Chandernagore y Chase Village.

## Demografía
Datos demográficos de la villa de Agostini Village:
| Gráfica de evolución demográfica de Agostini Village entre 2000 y 2011 |
|                                                                        |